# Poppea formosa
Poppea formosa är en insektsart som beskrevs av Butler. Poppea formosa ingår i släktet Poppea och familjen hornstritar. Inga underarter finns listade i Catalogue of Life.